# Bardenbacher Fels–Primsaue–Junger Hirsch
Koordinaten: 49° 30′ 53″ N, 6° 52′ 53″ O
Bardenbacher Fels–Primsaue–Junger Hirsch ist ein ehemaliges Naturschutzgebiet in der Stadt Wadern im Landkreis Merzig-Wadern im Saarland. Es liegt südlich des Kernortes Wadern und nordöstlich von Bardenbach. Die Prims, ein rechter Nebenfluss der Saar, fließt durch das Naturschutzgebiet. Das 39,3 ha große Gebiet wurde am 15. September 1969 als Naturschutzgebiet ausgewiesen. Im Jahr 2017 wurde es in das neu geschaffene Naturschutzgebiet Prims integriert.